# Paul Du Chaillu
Paul Belloni Du Chaillu (La Réunion, 31 de julio de 1835-San Petersburgo, 29 de abril de 1903) fue un naturalista, antropólogo y explorador franco-norteamericano, que se hizo famoso en la década de 1860 por ser el primer occidental en confirmar la existencia de gorilas y pigmeos en África central. Más adelante, se dedicó a la investigación de la prehistoria de Escandinavia.

## Biografía

### Primeros años
El lugar y fecha de su nacimiento son objeto de controversia. Se dan tanto el año 1831 y el 1835 como años de su nacimiento. Se han propuesto como lugar de nacimiento París, Nueva Orleans, Nueva York o el Departamento francés de Reunión, según comentarios contemporáneos. Chaillu se refería a «Estados Unidos como mi país de adopción y... Francia como mi país de nacimiento».
Se considera como bastante probable que naciera en Saint-Denis, en la isla de La Reunión. Su padre, Claude-Alexis Eugène Duchaillut, fue un comerciante francés y su madre, llamada Belloni, una mulata hija de un europeo y de una mujer negra. En su juventud acompañó a su padre, empleado por una firma parisina, a la costa occidental de África. Allí, en una base enclavada en Gabón, fue educado por misioneros, adquiriendo interés y conocimiento por el país, su flora y fauna, sus nativos, y las lenguas que utilizaban.

### Expediciones por África

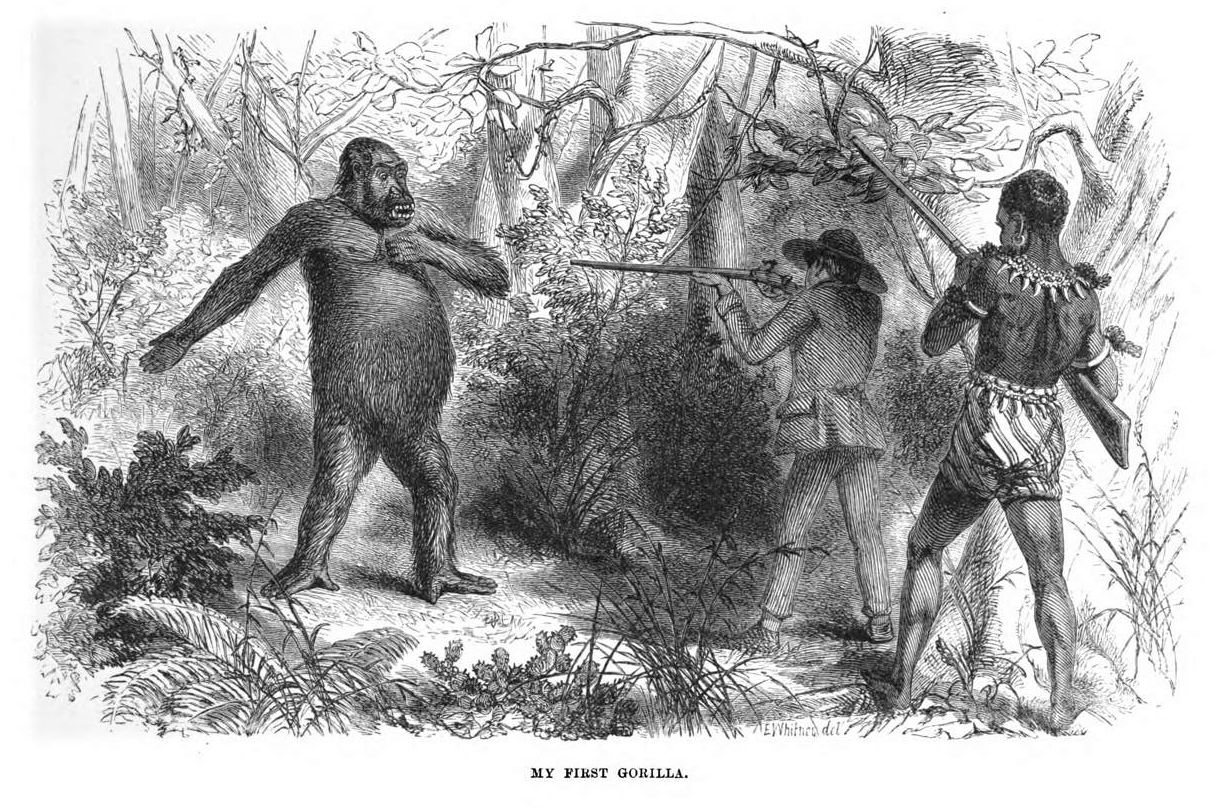
Encuentro de Paul Du Chaillu con un gorila. Stanley and the White Heroes in Africa (etc.) H. B. Scammel, 1890

Entre 1855 y 1859, fue enviado por la Academia de Ciencias Naturales de Filadelfia a una expedición por África, en la que exploró las regiones del África occidental cercanas al ecuador y estudió el delta del río Ogooué y del río Gabón. 
Du Chaillu se instaló en la misión americana de Baraka y se reaclimató en Libreville desde enero hasta finales de abril de 1856. Hizo un inventario de los especímenes de historia natural que había recolectado en los alrededores de Libreville y realizó un primer envío a la Academia de Ciencias Naturales de Filadelfia.
Realizó un primer viaje para conocer al pueblo de los orungu, en cap López, donde pudo observar los campos de reagrupamiento y los cementerios de esclavos. Ya que hablaba la lengua, hizo numerosos contactos locales y trajo itinerarios, descripciones geográficas y etnográficas, numerosas notas del viaje y envió una segunda colección a Filadelfia. A mediados de julio de 1856 partió hacia la isla de Corisco. Remontó el río Muni y sus afluentes, conoció varias etnias y llegó en agosto de 1856 al norte de los montes de Cristal, en las proximidades de la actual Médouneu. 
Regresó a Libreville en noviembre de 1856 y preparó su futuro viaje hasta febrero de 1857. Estableció su base, a la que llamó Washington, con el jefe Rampano en el cruce de la desembocadura de la laguna Fernan Vaz, el mar y el delta del Ogooué. Du Chaillu recibió a los jefes locales y creó lazos de amistad y confianza. Así pudo explorar sin la menor preocupación toda la zona que se extiende desde el delta del Ogooué y el lago Anengué hasta el cabo Sainte-Catherine. 
Durante este viaje, observó numerosos gorilas y cazó varios de ellos, presentándose como el primer hombre blanco occidental que los había visto. Los gorilas solo eran conocidos hasta entonces en el resto del mundo por el relato de Hannón, un navegante cartaginés que en siglo VI a. C. había viajado supuestamente hasta el golfo de Guinea y que describió unas criaturas que podrían ser gorilas.
Después de un año con el jefe Olenga Yombi, aceptó la invitación del rey de Rembo-Nkomi, Quenguéza, para unirse a él. Partió en febrero de 1858 hacia la capital de Quenguéza, Goumbi. Cruzó el Ngounié y vio las cataratas de Fougamou, y llegó al territorio de los tsogo. Recorrió más de 800 kilómetros por un terreno poco conocido, regresando a su base Washington en febrero de 1859 y a Estados Unidos en junio de ese mismo año.
Una expedición posterior, entre 1863 y 1865, le permitió confirmar las narraciones de los ancianos de la zona sobre el pueblo pigmeo, que habitaban los bosques africanos. Du Chaillu desembarcó en Fernan Vaz en octubre de 1863. La base Washington ya no existía y fundó cerca otra que llamó Plateau. En agosto de 1864 envió a Inglaterra todas las colecciones que había acumulado, entre ellas una con cincuenta y cuatro cráneos humanos. 
Con una flotilla de canoas, abandonó la laguna de Fernan Vaz en octubre de 1864 para reunirse con su amigo Quenguéza en Goumbi. Exploró la llanura donde vivían los shira pero una epidemia de viruela lo bloqueó durante cinco meses hasta marzo de 1865. Quenguéza se vio obligado a abandonarlo y, sin su protección, las relaciones con los indígenas comenzaron a tensarse. Du Chaillu retomó su marcha hacia el oriente y llegó a Mayolo en marzo de 1865. Allí permaneció dos meses y luego cruzó el río Ouano, visitando toda la región, encontrando a los pigmeos y llegando hasta el río Bembo.
Abandonado por sus muchos de sus porteadores, continuó sin embargo sus estudios geográficos y etnológicos, hasta que uno de sus hombres mató accidentalmente a dos aldeanos. Du Chaillu y sus hombres tuvieron que huir a toda prisa y el explorador perdió todas sus notas y fotografías. Después de regresar a su base, se embarcó en octubre de 1865 hacia Inglaterra habiendo perdido todo su equipaje y sus últimas colecciones
Vendió los gorilas cazados al Museo de Historia Natural de Londres y también publicó la crónica de ambas expediciones en 1861 y 1867, respectivamente. Los libros tuvieron una gran demanda en Nueva York, Londres y París. Así describe Du Chaillu el rugido del gorila: «El rugido del gorila es el sonido más extraño que pueda oírse en estas selvas. Empieza con un ladrido entrecortado y luego se convierte en un gruñido sordo que se parece literalmente al fragor lejano del trueno».
Inicialmente hubo ciertas dudas sobre la veracidad de sus narraciones, pero finalmente fueron aceptadas, aunque la Encyclopædia Britannica especulaba que «posiblemente algunas de las aventuras descritas en sus libros como propias, fueran relatos de historias de caza de los nativos».

### Estudio de la región nórdica europea
Después de algunos años de residencia en Estados Unidos, durante los que escribió varios libros para jóvenes basados en sus aventuras africanas, Du Chaillu dirigió su atención hacia el norte de Europa. Tras una visita, en 1871, al norte de Noruega, los siguientes cinco años los dedicó al estudio de las costumbres de los habitantes de Suecia, Noruega, Laponia y el norte de Finlandia. En 1881, publicó en dos volúmenes La tierra del sol de medianoche, dedicada a su amigo de Nueva York, Robert Winthrop.
Su trabajo de 1889 la Era de los vikingos, es un amplio estudio de la historia, costumbres y usos de los antepasados de las naciones de habla inglesa. Trabajó durante ocho años y medio, leyendo detenidamente cientos de historias que describen la vida de las personas que habitaban la península escandinava desde la Edad de Piedra hasta la Edad Media. Este trabajo académico demostraba la importancia nórdica para la transformación cultural de las islas británicas durante los siglos V hasta el IX. Este punto de vista, actualmente de reconocimiento general, no era común en la época, y fue ridiculizado por Isaac Taylor.

## Reconocimientos

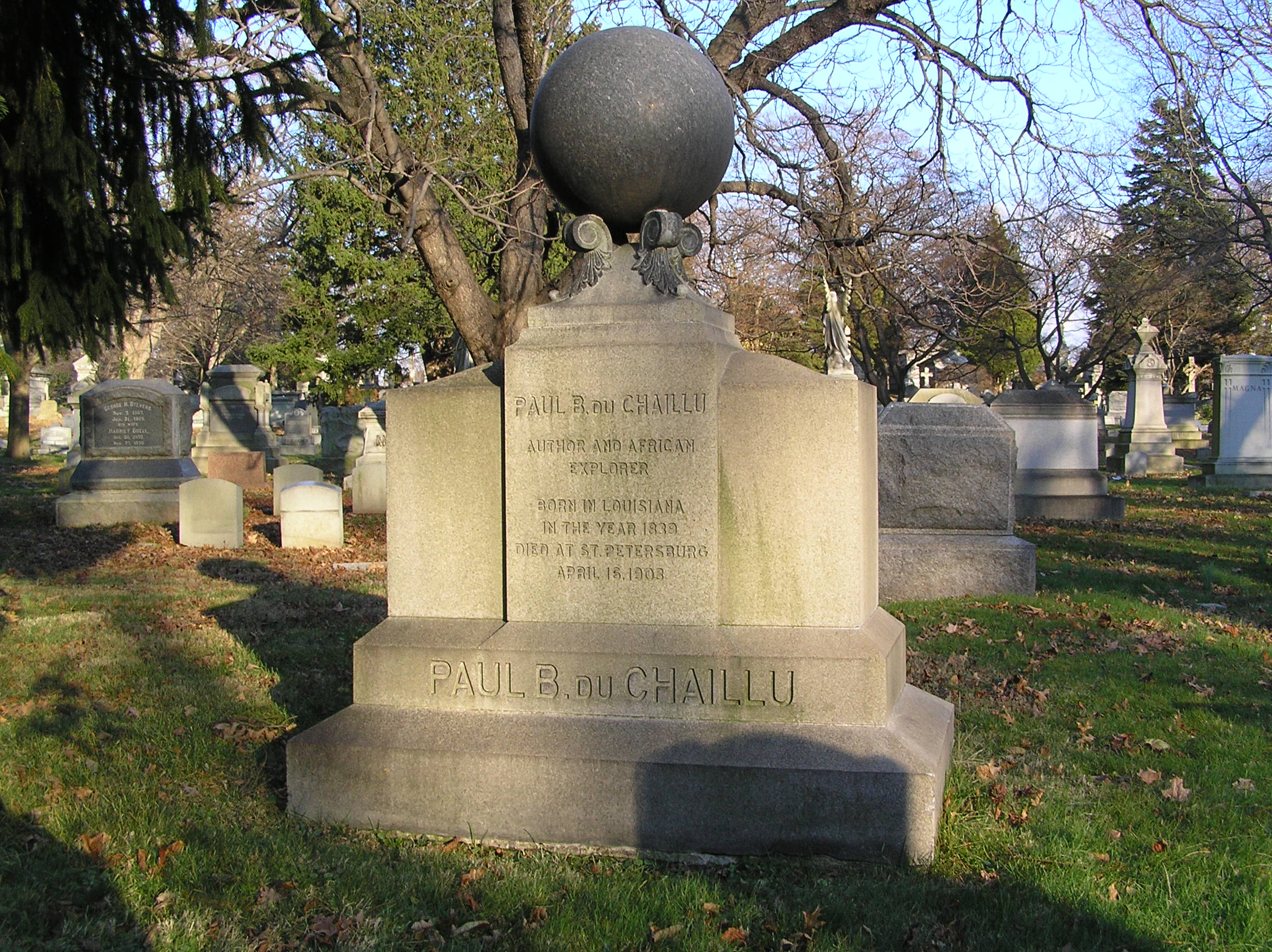
Tumba de Paul Du Chaillu en el cementerio Woodlawn (Nueva York)

El montañoso macizo de Chaillu, en el centro del actual Gabón, lleva su nombre.